# Kujtim Majaçi
Kujtim Majaçi (né le 20 mars 1962 à Fier en Albanie - 14 juillet 2009) est un joueur de football international albanais.
Il est surtout connu pour voir terminé meilleur buteur du championnat d'Albanie en 1986 (20 buts)  et 1990 (19 buts).